# Heterothallie
Heterothallie ist ein Fortpflanzungsmechanismus bei Pilzen. Dabei finden sexuelle Vorgänge ausschließlich zwischen genetisch verschiedenen Myzelien bzw. deren Geschlechtszellen statt. Für die Heterothallie werden auch die Termini Selbstinkompatibilität oder Selbststerilität verwendet. Der Gegensatz der Heterothallie ist die Homothallie.
Die Erscheinung der Heterothallie wurde 1904 von Albert Francis Blakeslee bei Jochpilzen entdeckt und beschrieben. 
Heterothallische Taxa sind dadurch gekennzeichnet, dass deren Thallus nur einem Kreuzungs- oder Paarungstyp zugeordnet werden kann. Eine Konjugation zwischen zwei Thalli ist demnach nur dann möglich, wenn diese sich hinsichtlich ihres Kreuzungstyps unterscheiden. Thalli des gleichen Paarungstypes können nicht miteinander verschmelzen, sie sind selbststeril. Die unterschiedlichen Mycelien werden mit (+) bzw. (−) bezeichnet. Die Bezeichnung männlich bzw. weiblich wird vermieden, weil sich die Mycelien morphologisch nicht unterscheiden.
Es wird zwischen zwei Typen unterschieden.
Bei der morphologischen Heterothallie wird auf einem Mycel, das aus einer Spore entstanden ist, nur eine Art von "Sexualorganen" gebildet. Diese "Organe" können bei der Konjugation entweder Kerne abgeben oder aufnehmen. Diese Form wird auch als Diözie bezeichnet.
Bei der physiologischen Heterothallie bilden sich auf einem Mycel, das aus einer Spore entstanden ist, sowohl kernspendende als auch -empfangende "Sexualorgane". Zwei unterschiedlich gepolte "Organe" auf demselben Mycel sind jedoch selbstinkompatibel und können sich deshalb nicht gegenseitig Kerne abgeben. Das Mycel ist monözisch.
Bei der Homothallie ist das Mycel ebenfalls monözisch und zudem selbstfertil. Die "Sexualorgane" ein und desselben Mycels können also gegenseitig Kerne austauschen.
Außer bei Jochpilzen kommen diese Mechanismen bei weiteren Pilztaxa vor, so bei den Schlauch- und den Ständerpilzen.